# Irene (Schiff, 1888)
Die Irene war das Typschiff von zwei Schiffen einer neuen Klasse von erstmals ohne Segeltakelage ausgerüsteten Kreuzerkorvetten – später als Kleine Kreuzern bezeichnet – der Kaiserlichen Marine. Das einzige Schwesterschiff war die Prinzeß Wilhelm. Die Kreuzer waren für den Auslandsdienst geplant und sollten im Kriegsfall Handelskrieg führen.

## Technische Daten
Das Schiff lief am 23. Juli 1887 bei der AG Vulcan in Stettin vom Stapel und wurde von der Prinzessin Irene von Hessen-Darmstadt, der Namenspatin und der Gemahlin des Prinzen Heinrich von Preußen, auf den Namen Irene getauft. Das Schiff war 103,9 m lang und 14,2 Meter breit, hatte 7,63 Meter Tiefgang und verdrängte 4.300 Tonnen. Im Januar 1888 wurde das Schiff von Stettin zur Kaiserlichen Werft Kiel zur Ausrüstung und Bewaffnung geschleppt. Die Höchstgeschwindigkeit betrug 18,5 Knoten, und die Besatzung zählte 365 Mann. Die Bewaffnung bestand aus 14 15-cm-Ringkanonen, sechs 3,7-cm-Hotchkiss-Revolverkanonen und drei 35-cm-Torpedorohren.
1893 wurden zehn der Hauptgeschütze durch acht 10,5-cm-Schnellladekanonen ersetzt, und für die Revolverkanonen kamen sechs 5-cm-Schnelladekanonen an Bord.

## Erste Dienstjahre
Am 25. Mai 1888 wurde die Irene erstmals zu Probefahrten in Dienst gestellt. Am 28. November wurde sie außer Dienst gestellt, um im Winter noch einige Nachbesserungen durchzuführen. Am 1. April 1889 stellte man sie unter dem Kommando des Ehemanns der Namensgeberin, Kapitän zur See Prinz Heinrich, wieder in Dienst. Ende Mai trat das Schiff zum Manövergeschwader. Ab dem 10. September ging es auf eine Mittelmeerreise und schloss sich dem Übungsgeschwader mit dem Flaggschiff Kaiser dort an, um Kaiser Wilhelm II. nach Athen zur Hochzeit seiner Schwester Sophie mit Kronprinz Konstantin von Griechenland am 28. Oktober zu begleiten. Das Kaiserpaar besuchte mit der Yacht Hohenzollern anschließend noch den türkischen Sultan Abdülhamid II. in Begleitung des Flaggschiffes Kaiser, das mit einer besonderen Erlaubnis die Dardanellen passieren durfte. Die Irene blieb vor den Dardanellen, deren Kommandant, Prinz Heinrich, begleitete den Kaiser nach Konstantinopel. Die anschließende Rückreise wurde in Korfu zum Besuch der österreichischen Kaiserin Elisabeth unterbrochen. Am 12. November verließ das Kaiserpaar die Flotte in Venedig. Ab dem 14.  lief die Irene als alleinfahrendes Schiff nach Korfu, Ägypten und zur palästinensischen Küste. Dass die Prinzessin Irene ihren Gemahl auf dieser Reise begleitete, wurde in der Öffentlichkeit teilweise kritisiert. Das Schiff kehrte mit dem Übungsgeschwader im April 1890 in die Heimat zurück. Die Irene diente 1890 als Begleitkreuzer der Kaiseryacht und begleitete Wilhelm II., der sich auf der Kaiser eingeschifft hatte, ab Ende Juni zu einem Staatsbesuch nach Dänemark zu König Christian IX. und nach Christiania zu König Oskar II., damals noch König von Schweden und Norwegen. Im August war das Schiff bei Besuchen des Kaisers beim belgischen König Leopold II. in Ostende und der Segelwoche von Cowes dabei und begleitete das Kaiserpaar vom 14. bis zum 27. August zu einem Besuch beim Zarenpaar in Sankt Petersburg. Danach nahm das Schiff an Manövern teil und wurde am 24. September 1890 außer Dienst gestellt.
Der Mangel an Personal ließ erst 1894 eine erneute Indienststellung zu. In der Zwischenzeit war die Bewaffnung modernisiert worden. Ein Teil der Ringkanonen hatte man durch Schnellfeuergeschütze ersetzt.

## Dienst in Ostasien

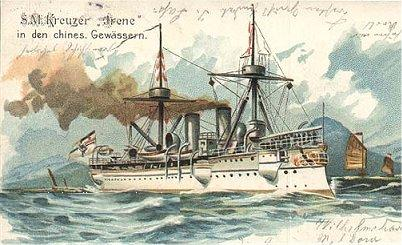
Die Irene

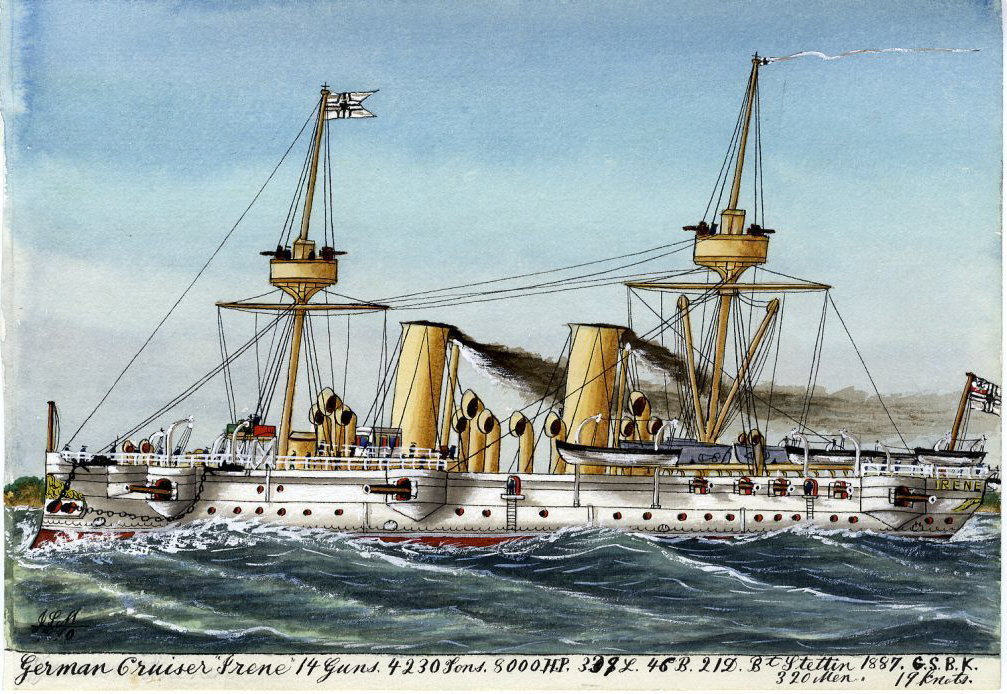
Die Irene

Der Ausbruch des Chinesisch-Japanischen Krieges veranlasste im Sommer 1894 die Bildung einer Ostasiatischen Kreuzerdivision. Die Kreuzer der Irene-Klasse sollten dort eingesetzt werden. Die Irene wurde am 1. November 1894 wieder in Dienst gestellt und lief schon am 17. November nach Ostasien aus. Auf der Ausreise lief sie Casablanca in Marokko an, um deutsche Forderungen wegen der Ermordung eines Kaufmanns zu überbringen. Am 14. Februar 1895 traf sie in Tschifu ein und übernahm von der Korvette Arcona die Aufgabe des Flaggschiffs für den Divisionschef, Konteradmiral Paul Hoffmann. Die Division verfügte noch über die Korvetten Marie und Alexandrine und die Kanonenboote Wolf und Iltis. Die Irene pendelte zwischen Formosa, Hongkong und Shanghai. Im Juni traf dann das Schwesterschiff Prinzeß Wilhelm bei der Kreuzerdivision ein. Am 10. Juli 1895 verlor die Irene in Shanghai die Funktion des Flaggschiffs der Division, als Konteradmiral Hoffmann auf das neu eingetroffene Panzerschiff Kaiser umstieg. Zuerst wurde ein Besuch japanischer Häfen bis nach Hakodate durchgeführt. Dann befanden sich die Schiffe der Division meist vor der chinesischen Küste.
Im März und April 1896 verweilten sie längere Zeit in Yokohama, um das Verhältnis zu Japan wieder zu verbessern. In Nagasaki fand anschließend der bis 1914 übliche Personaltausch eines Teiles der Besatzungen statt, die dort am 11. Mai mit einem Dampfer des Norddeutschen Lloyd eingetroffen waren. Am 15. Juni 1896 übernahm in Shanghai Konteradmiral Tirpitz die Division. Zu seinem Auftrag gehörte auch die Erkundung und gegebenenfalls der Erwerb eines geeigneten Stützpunktes. Bei einem Besuch in Wladiwostok vom 13. bis zum 21. September erörterte Tirpitz die Stützpunktfrage eingehend mit dem russischen Statthalter für Ostasien, Generaladmiral Jewgeni Iwanowitsch Alexejew. Die Irene lief mit dem Flaggschiff Kaiser über japanische Häfen nach Shanghai zurück. Im November versammelte sich die gesamte Division vor Amoy, um die Besetzung eines Stützpunktes vorzubereiten. Allerdings erforderten verschiedene Einzelaufgaben dann die Verteilung der Schiffe. Kaiser musste in Hongkong überholt werden, sodass Tirpitz auf die Irene umstieg und mit ihr nach Manila lief. Wegen dortiger Unruhen war zuvor schon die Arcona dorthin entsandt worden. Im Januar 1897 stieg Tirpitz wieder auf die Kaiser um. Im März verlegte die Division zum anstehenden Besatzungswechsel wieder nach Japan (Yokohama), nachdem vorher noch in der Formosastraße die Samsah-Bucht an der Küste Fujians nahe Amoy auf ihre Eignung als Stützpunkt untersucht worden war. Tirpitz erhielt anschließend in Nagasaki den Befehl zur Rückkehr nach Deutschland, da er zum Staatssekretär im Reichsmarineamt ernannt worden war. Sein Nachfolger als Divisionschef, Konteradmiral Otto von Diederichs, traf am 11. Juni 1897 ein und ging auf der Reede von Wusung vor Shanghai an Bord der Kaiser. Die Division führte unter dem neuen Chef eine weitere Japanreise durch. Das Flaggschiff und die Prinzeß Wilhelm liefen von Hakodate nach Yokohama zurück, während die Irene mit dem Divisionschef an Bord und der Arcona noch Korsakowsk, die Wladimirbucht und Wladiwostok besuchten und am 8. September in Yokohama wieder zum Rest der Division stießen, die dann nach Shanghai verlegte. Im Oktober lief die Irene nach Hongkong, um dort notwendige Reparaturen durchführen zu lassen.
Nachdem in China am 1. November 1897 die beiden deutschen katholischen Missionare Nies und Henle der Steyler Mission ermordet worden waren, befahl Kaiser Wilhelm II., der einen Vorwand zur Errichtung eines deutschen Stützpunktes in China gesucht hatte, die Besetzung von Kiautschou. Die Kreuzerdivision dampfte mit Kaiser, Prinzeß Wilhelm und dem Kreuzer Cormoran zur Kiautschou-Bucht und besetzte am 14. November Stadt und Hafen von Tsingtau. Nach der Arcona traf am 2. Dezember aus Hongkong auch die Irene in Tsingtau ein. Damit waren alle deutschen Kriegsschiffe vor Ort versammelt. Anders als erwartet, hatte es militärischen Widerstand der Chinesen nicht gegeben und auch der Widerstand anderer Staaten war gering, wenn auch die angelsächsische Presse zum Teil aggressive Töne gegen Deutschland verbreitete.

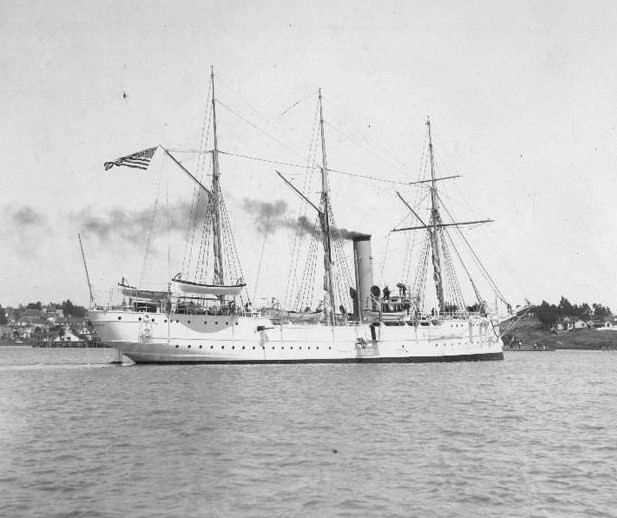
Die McCulloch

Im April 1898 verlegte die Irene nach Nagasaki, um eine Überholung durchzuführen. Diese wurde am 30. April abgebrochen, da sie nach Manila beordert wurde, wo sie am 8. Mai eintraf. Aus den Aufständen auf den Philippinen hatte sich inzwischen der Krieg zwischen Spanien und den USA entwickelt. Dass das deutsche Geschwader immer mehr Schiffe nach Manila schickte, führte zu starken Spannungen mit den US-Amerikanern, dem sogenannten Manila-Zwischenfall. Die Irene stand im Mittelpunkt insbesondere nach einem Zwischenfall mit der McCulloch, die sie mit Flaggensignal zum Stoppen aufforderte und einen Offizier zu Identifizierung der Irene an Bord schickte, obwohl diese schon fast zwei Monate vor Ort war. Von amerikanischer Seite wurde mehrfach vermutet, der Kreuzer unterstütze die Spanier. Irene sollte vor allem deutsche Staatsbürger vor den Kriegswirren schützen, dabei nahm sie, wenn Platz vorhanden war, auch immer wieder spanische Frauen und Kinder, aber auch andere Zivilisten, an Bord. Der Geschwaderchef entließ sie daher als erstes Schiff am 8. Juli wieder nach China. Sie holte dann die Überholung in Nagasaki im Oktober nach und verlegte im November erneut nach Manila, wo es zu erneuten Unstimmigkeiten mit den Amerikanern kam.
Im Februar 1899 verlegte sie wieder nach China und nahm an der Geschwaderreise nach Korea und Russland mit dem neuen Flaggschiff Deutschland teil. Im Oktober ging sie zu einer Überholung in das Dock in Nagasaki und war erst im Januar 1900 wieder einsatzbereit. Beim Ausbruch des Boxeraufstandes war sie Stationsschiff in Tsingtau und entsandt lediglich Teile ihres Landungskorps nach Tientsin, das zwölf Tote zu beklagen hatte. Im Juni transportierte sie zwei Kompanien des III. Seebataillons nach Tientsin, kehrte aber als Stationsschiff wieder nach Tsingtau zurück, nur unterbrochen von vier Wochen Dienst als Wachtschiff vor der Jangtsemündung im Oktober.
Am 27. Juni 1901 trat sie dann zusammen mit der Gefion den Rückmarsch in die Heimat an. Am 22. September erreichte sie Wilhelmshaven und stellte am 1. Oktober 1901 in Danzig außer Dienst.

## Verbleib
Der in Reserve befindliche Kreuzer wurde wegen der geringen Zahl moderner Kreuzer 1903 bis 1905 in der Kaiserlichen Werft in Wilhelmshaven modernisiert, ohne wieder in Dienst zu kommen. Der veraltete Kreuzer wurde am 17. Februar 1914 von der Liste der Kriegsschiffe gestrichen. Seit Dezember 1913 diente er schon als Wohnschiff für U-Boot-Besatzungen in Kiel. Während des Ersten Weltkrieges wurde sie in gleicher Funktion nach Wilhelmshaven verlegt.
Sie wurde 1921 zum Abbruch verkauft.

## Kommandanten
| 25. Mai bis 28. November 1888        | Kapitänleutnant Leopold Koellner                                           |
| 1. April 1889 bis 24. September 1890 | Kapitän zur See Prinz Heinrich                                             |
| 1. November 1894 bis . Mai 1896      | Korvettenkapitän/Kapitän zur See Erich von Dresky                          |
| . Mai 1896 bis . November 1897       | Korvettenkapitän/Kapitän zur See Georg du Bois                             |
| . November 1897 bis . November 1899  | Korvettenkapitän/Korvettenkapitän mit Oberstleutnantrang August Obenheimer |
| . November 1899 bis . Januar 1901    | Korvetten- /Fregattenkapitän Johannes Stein                                |
| . Januar bis 1. Oktober 1901         | Fregattenkapitän/Kapitän zur See Wilhelm Gildemeister                      |